# Txaika
Txaika (en (ucraïnès): Чайка) és un poble (un possiólok) de la República Autònoma de Crimea a Ucraïna, que el 2014 tenia 35 habitants. Pertany al districte rural d'Aluixta.